# یواس‌اس داندلیون (۱۸۶۲)
یواس‌اس داندلیون (۱۸۶۲) (به انگلیسی: USS Dandelion (1862)) یک کشتی بود که طول آن ۹۰ فوت (۲۷ متر) بود. این کشتی در سال ۱۸۶۲ ساخته شد.